# Katia e Marielle Labèque
As irmãs Katia Labèque (n. Bayonne, 11 de março de 1950) e Marielle Labèque (n. Bayonne, 6 de março de 1952) são um duo de pianistas francesas, reconhecidas artisticamente sob o nome de "irmãs Labèque".

## Biografias
O seu pai, médico, desportista e amante da música, faz parte do coro da Ópera de Bordeaux. A sua mãe, que lhes deu as primeiras lições, foi a pianista italiana Ada Cecchi, ela própria uma aluna de Marguerite Long. Após a formação de música clássica em piano solo na classe de Lucette Decaves, Katia e Marielle Labèque ganharam um primeiro prémio no CNSM em Paris em 1968.
Treinadas como solistas no conservatório, interessaram-se pelo repertório a quatro mãos e dois pianos até ao final dos seus estudos, aos 17 e 19 anos. A pedido do compositor, gravaram o seu primeiro álbum com As Visões dos Amen de Olivier Messiaen sob a sua direção artística. Participaram então em inúmeros festivais de música contemporânea onde tocaram obras de Luciano Berio, Pierre Boulez, Philippe Boesmans, György Ligeti ou Olivier Messiaen.

## Carreira internacional
Embora algum grau de reconhecimento tenha vindo com este repertório de performance, a verdadeira celebridade chegou quando a sua gravação de dois pianos de Gershwin's Rhapsody in Blue vendeu mais de meio milhão de cópias.  Para além do repertório clássico tradicional, o seu repertório estende-se à música clássica contemporânea, jazz, ragtime, flamenco, música mínima, música barroca em instrumentos de época, e até música pop e rock experimental.
Descobriram a música barroca com Marco Postinghel e encomendaram a construção de dois fortepianos Silberman em 1998. Tocaram estes instrumentos com Il Giardino Armonico, dirigido por Giovanni Antonini, Musica Antiqua Köln, dirigido por Reinhard Goebel (ano comemorativo do 250.º aniversário da morte de Johann Sebastian Bach em 2000), os solistas barrocos ingleses conduzidos por Sir John Eliot Gardiner, a Orquestra Barroca de Veneza dirigida por Andrea Marcon, e com a Orquestra da Era do Iluminismo, dirigida por Simon Rattle.
Atuaram para 33.000 pessoas no concerto de gala de Waldbühne, o último concerto da temporada de 2005 da Orquestra Filarmónica de Berlim e para mais de 100.000 pessoas em maio de 2016 no Palácio de Schönbrunn com a Orquestra Filarmónica de Viena conduzida por Semyon Bychkov.
Muitas obras foram escritas especialmente para elas, como "Linea" para dois pianos e percussão de Luciano Berio, "Water Dances" para dois pianos de Michael Nyman, "Battlefield" para dois pianos e orquestra de Richard Dubugnon, "Nazareno" para dois pianos, percussão e orquestra de Osvaldo Golijov e Gonzalo Grau, "The Hague Hacking" para dois pianos e orquestra de Louis Andriessen, "Capriccio", de Philippe Boesmans, "Concerto para dois pianos e orquestra", de Philip Glass, interpretado em Los Angeles pela Filarmónica de Los Angeles, dirigida por Gustavo Dudamel.
Katia e Marielle expandiram o repertório para dois pianos e percussão com obras como a primeira versão instrumental de West Side Story, transcrita por Irwin Kostal (orquestrador do musical original), e a versão para dois pianos e percussões bascas do Boléro de Maurice Ravel. Estrearam "Four Movements" para dois pianos de Philip Glass em França, Inglaterra, Itália e Cuba. Em novembro de 2011, estrearam o projeto "50 Anos do Minimalismo" na Kings Place (Londres), com obras de John Cage, David Chalmin, William Duckworth, Arvo Pärt, Michael Nyman, Terry Riley, Steve Reich, Howard Skempton, etc.